# REV Ocean
Pour les articles homonymes, voir REV.
Le REV Ocean est un yacht conçu pour nettoyer, étudier et sauvegarder les mers de la planète. Imaginé par le milliardaire norvégien Kjell Inge Røkke puis dessiné et conçu par le designer Espen Øino en collaboration avec l'entreprise VARD (Vard Holdings Limited). Il est devenu depuis sa mise à l'eau en 2019, le plus grand yacht du monde. Sa livraison a été en 2021 reportée à 2024 au plus tôt, en raison de problèmes majeurs de poids. Initialement prévu pour mesurer 140 m, puis 183 m, le projet, dont la livraison est prévue pour 2026 atteint désormais 194,9 m après une ultime extension au chantier Fosen de Trondheim.

## Propriété et utilisation
Dès sa mise en service officielle, ce gigantesque yacht sera capable de ramasser environ 5 tonnes de plastiques par jour.